# Charles Aránguiz
Charles Aránguiz, född den 17 april 1989 i Puente Alto, är en chilensk fotbollsspelare som spelar för Internacional. 

## Karriär
Aránguiz gjorde sin debut för Bayer Leverkusen den 1 april 2016 i en 3–0-vinst över VfL Wolfsburg. 